# NGC 81
NGC 81 je spirální galaxie nacházející se v souhvězdí Andromedy. Objevil ji skotský astronom Ralph Copeland v roce 1873 reflektorem o průměru 72 palců (183 cm).